# Будонг-будонг
Будонг-будонг (индон. Bahasa Budong Budong) — один из австронезийских языков, распространён на острове Сулавеси — в районе Будонг-Будонг округа Мамуджу, провинция Западный Сулавеси (Индонезия).
По данным Ethnologue, количество носителей данной группы языков составляло 2 тыс. чел. в 2002 году, хотя в 1989 году насчитывалось всего 70 человек, владеющих этим языком.
Степень лексического сходства с языками мамуджу и секо-паданг составляет 56%, с языком секо-тенгах — 61%, с языком панасуан — 72%.